# Nitto
K.K. Nitto (japonés 株式会社 日 东,  Kabushiki-gaisha Nitto) es un fabricante japonés de componentes de bicicletas como manillar,  tija de manillar y  tija del sillín. Desde hace algún tiempo Nitto fabrica otros componentes, tales como portabultos para bicicletas.
La empresa fue fundada en 1923 en Tokio, Japón.